# Dăbovo, Iambol
Dăbovo (în bulgară Дъбово) este un sat în comuna Bolearovo, regiunea Iambol,  Bulgaria. 

## Demografie
Componența etnică a satului Dăbovo
     Bulgari (100%)
     Nicio identificare (0%)
     Altele (0%)
La recensământul din 2011, populația satului Dăbovo era de 72 locuitori. Din punct de vedere etnic, toți locuitorii erau bulgari.